# Metro Pictures
Metro Pictures Corporation a fost o companie de producție de filme cinematografice fondată la începutul anului 1915 în Statele Unite. A fost un precursor al Metro-Goldwyn-Mayer. Compania a produs filmele sale în New York, Los Angeles și uneori în clădirile închiriate din Fort Lee, New Jersey.

## Istorie
În 1920, compania a fost achiziționată de Marcus Loew ca furnizoare de produse pentru lanțul său de cinematografe. Cu toate acestea, Loew nu era mulțumit de cantitatea sau calitatea producției Metro Pictures. Câțiva ani mai târziu, în 1924, Loew a fuzionat-o cu alte companii recent achiziționate, Goldwyn Pictures și Louis B. Mayer Productions (ultima cu o durată scurtă de existență), apoi a redenumit noua entitate Metro-Goldwyn-Mayer în 1925 cu Mayer la conducere.

## Filmografie
Următoarele filme au fost realizate în Fort Lee, NJ
- The Eternal Question (1916) Olga Petrova
- The Divorceé (1919) Ethel Barrymore
- What People Will Say? (1915) regia  Alice Guy Blache[1]
- Sealed Valley (1915) Dorothy Donnelly

## Vedete și regizori

### Actori
- Francis X. Bushman
- Edward Connelly
- Frank Currier
- Allan Forrest
- Hale Hamilton
- Joseph Kilgour
- Bert Lytell
- Jack Mulhall
- Harry Northrup
- Ramón Novarro
- Eugene Pallette
- Lewis Stone
- Rudolph Valentino

### Actrițe
- May Allison
- Ethel Barrymore
- Beverly Bayne
- Viola Dana
- Alice Lake
- Alla Nazimova
- Anna Q. Nilsson
- Emily Stevens
- Edith Storey
- Alice Terry
- Rosemary Theby
- Emmy Wehlen

### Regizori
- George D. Baker
- Harry Beaumont
- Herbert Blaché
- Tod Browning
- Edwin Carewe
- John H. Collins
- Dallas M. Fitzgerald
- Harry L. Franklin
- John Ince
- Rex Ingram
- Maxwell Karger
- Wesley Ruggles

## Legături externe
- Catalog AFI 
  - Metro Pictures Corporation (distribuție)
  - Metro Pictures Corporation (producție)
- Metro Pictures Corporation la Internet Movie Database
- Metro Pictures Corporation Arhivat în 15 iulie 2015, la Wayback Machine. la Silent Era